# Foveosa tintinabulum
Foveosa tintinabulum Russell-Smith, Alderweireldt & Jocqué, 2007 è un ragno appartenente alla famiglia Lycosidae.

## Etimologia
Il nome proprio della specie deriva dal latino tintinabulum, cioè campanellino, in riferimento allo scapo centrale dell'epigino femminile, dalla curiosa forma di una piccolissima campana.

## Caratteristiche
L'olotipo maschile rinvenuto ha lunghezza totale è di 4,17mm; la lunghezza del cefalotorace è di 2,00mm; e la larghezza è di 1,67mm.

## Distribuzione
La specie è stata reperita in Kenya, nei pressi di Nanyuki, poco distante dal monte Kenya; e 30 miglia a nord di Uvira, città a nord del lago Tanganica, nella Repubblica Democratica del Congo.

## Tassonomia
Al 2017 non sono note sottospecie e dal 2007 non sono stati esaminati nuovi esemplari.